# Т-80
Т-80 је основни борбени тенк (ОБТ) који је пројектован и произведен у бившем Совјетском Савезу, а чија се производња наставила у Русији и Украјини. Т-80 је базиран на Т-64, док укључује карактеристике каснијег Т-72, сем новог мотора са гасном турбином. Када је ушао у употребу 1976. године, био је то први производни тенк који је покретан искључиво турбином.
Главни конструктор Т-80 био је совјетски инжењер Николај Попов. Последњи произведени Т-80 у Русији био је Т-80У, 2001. године у фабрици у Омску у Русији, али је 2023. године генерални директор Уралвагонзавода најавио да ће производња овог тенка поново покренути.
У Украјини је настављена производња украјинске варијанте са дизел мотором Т-80УД. Украјина је даље развила Т-80УД као Т-84.

## Историја

### Развој
Пројекат производње првог совјетског тенка са турбинским погоном почео је 1949. године. Његов дизајнер је био А.Х. Старостенко, који је радио у Лењинградској фабрици Киров (ЛКЗ). Тенк никада није направљен јер су доступни турбински мотори били веома лошег квалитета.
1955. два прототипас а снагом од 1.000 КС су у истом погону су направљена  под руководством Г. А. Оглоблина. Две године касније тим предвођен Јозефом Котином конструисао је два прототипа тенка Објекат 278.
Оба су били хибриди тешких тенкова ИС-7 и Т-10, покретани турбинским мотором ГТД-1, тежине 53,5 тоне и наоружани тенковским топом М65 130мм. Турбински мотор је омоtaгућио да тенк достигне максималну брзину од 57,3 км/ч, међутим са само 1.950 литара горива у возилу, његов досег је био ограничен на само 300 километара . Два тенка су сматрана експерименталним возилима и рад на њима је на крају престао.
Године 1963. Конструкторски биро Морозов је дизајнирао Т-64, који је покретао дизел мотор 5ТДФ . Такође су експериментисали са Т-64Т са турбинским моторима ГТД-3ТЛ који је генерисало 700КС. Он је тестиран до 1965. године. У исто време, у Уралвагонзаводу, дизајнерски тим под вођством Леонида Н. Карцева креирао је тенк Објекат 167Т.
Године 1964, у свом извештају првом секретару Никити Хрушчову, тим је известио да дизајн није вредан разматрања, делимично због велике потрошње горива.  
Године 1960. Хрушчов је окончао све програме тешких тенкова . ЛКЗ, забринут због лоше поузданости 5ТД дизел мотора Т-64, био је слободан да се фокусира на развој мотора са гасном турбином . 1967. године биро СП Изотов при Истраживачко-производном удружењу Климов додељен је овом пројекту. Уместо да поново користи постојећи хеликоптерски мотор, Изотов је направио ГТД-1000Т од нуле. 
Године 1966. ЛКЗ је направио експериментални „ракетни тенк“ Објекат 288, покретан са два Климов ГТД-350 турбинска мотора из хеликоптера Мил Ми-2, нудећи комбиновану снагу од 691 КС. Испитивања су показала да двоструки погон није ништа бољи од турбинског мотора који је био у развоју од 1968. у ЛКЗ-у и Омсктрансмашу . 

#### Објекат 219
Тенк из ЛКЗ опремљен овим турбинским мотором дизајнирао је Николај Попов . Изграђен је 1969. године и означен као објекат 219 СП1 .  То је у суштини био Т-64Т који је покретао вишегоривни гаснотурбински мотор ГТД-1000Т који је производио до 1.000 КС. Током испитивања постало је јасно да повећана тежина и динамичке карактеристике захтевају потпуни редизајн вешања возила. Други прототип, назван Објекат 219 СП2, добио је веће погонске ланчанике и повратне ваљке. Број потпорних точкова је повећан са пет на шест. Конструкција куполе је измењена да користи исти топ,  2А46 125 мм, аутопуњач и постављање муниције као код Т-64А. Фабрика ЛКЗ је направила серију прототипова на основу Објекта 219 СП2. 

## Историја производње
У новембру 1974, министар одбране Андреј Гречко је одбио одобрење за пуштање у производњу Објекта-219 због велике потрошње горива и недостатка предности у наоружању и оклопу у односу на друге тенкове који су се тада производили. Гречко је умро у априлу 1976, а на његово место је постављен Дмитриј Устинов, велики присталица Објекта 219.
Објекат 219-2 је одобрен за производњу као Т-80 у августу 1976.  
Објекат 219Р, који има комбиновани К композитни оклоп, примљен је у совјетску службу 1978. као Т-80Б. Производња оригиналног Т-80 завршена је исте године. Т-80Б је ушао у производњу у Омсктрансмашу 1979. године. Омск је развио командну верзију под називом Т-80БК. Т-80Б је распоређен у састав Групације совјетских снага у Немачкој 1981. 
У почетку су неки западни аналитичари помешали Т-80 са совјетским Т-72 . Они су производи различитих дизајнерских бироа; Т-80 је из конструкторског бироа СКБ-2 Фабрике Киров (ЛКЗ) у Лењинграду, док је Т-72 из фабрике Уралвагонзавод у Нижњем Тагилу. Они су слични по површном изгледу, али Т-80 је заснован на ранијем Т-64, док је уграђивао карактеристике Т-72, који је био комплементаран дизајн.  Т-64 је заузврат био ранији високотехнолошки главни борбени тенк, који је дизајнирао Конструкторски биро Морозов у Харкову да замени Т-54/55 и Т-62, који су се раније користили у Совјетском Савезу .
Из даљине, Т-64, Т-72 и Т-80 личе. Упркос сличностима, Т-80 је 90цм дужи од Т-64, а Т-80 и Т-72 се механички веома разликују. Т-72 је механички једноставнији, лакши за производњу и лакши за сервисирање на терену. Као такав, Т-72 је требало да буде тенк који се масовно производи за опремање највећег дела совјетских јединица моторних пушака и за продају извозним партнерима и сателитским државама источног блока.
Дизајн Т-80 је побољшао неколико аспеката ранијег дизајна Т-64, уводећи гаснотурбински мотор у оригиналном моделу,  и инкорпорирајући компоненте вешања Т-72. То је тенку дало висок однос снаге и тежине и учинило га најмобилнијим тенком у употреби, иако са акутним проблемима досега, пошто је турбина брзо трошила гориво, чак и у празном ходу мотора. Морозовљев накнадни паралелни развој Т-80УД заменио је гасну турбину комерцијалним турбо-дизелом, како би се смањила потрошња горива и потребе одржавања.
У поређењу са својим очекиваним противником, амерички М1 Абрамс има јачу гасну турбину од  1.500кс, али је и тежак 61 тону у поређењу на Т-80 са 42,6 тона, па има лошији однос кс/т од 24,5 у односу на 27,1 и мање је маневарски способдан од Т-80 (са гасном турбином).
Т-80 може испалити исту противтенковску вођену ракету 9К112 Кобра кроз цев топа као и Т-64.
Основни борбени тенк Т-80У (1985, " У " за улучшеније, што значи "побољшање") су пројектовали СКБ-2 у Лењинграду (труп) и Биро Морозов (купола и наоружање).
То је даљи развој Т-80Агасна турбина ГТД-1250 са 1.250кс. То је корак испред мотора ГТД-1000Т и ГТД-1000ТФ који су били уграђени на претходне тенкове линије Т-80. Ова гасна турбина може да користи млазно гориво, дизел и нискооктански бензин и има добру динамичку стабилност, радни век и поузданост.
ГТД-1250 има уграђен аутоматски систем за уклањање наслага прашине. Задржава високу потрошњу горива Т-80, што је руска војска сматрала неприхватљивим током Првог чеченског рата .
Опремљен је системом за управљање ватром 2А46 и новом куполом. Т-80У је заштићен другом генерацијом експлозивног реактивног оклопа званог Контакт-5, који може да смањи продирање против-оклопних граната са стабилисаним перајем (АПФСДС), као што је М829А1 „Сребрни метак“, за 38%, и високоексплозивних противтенковских (кумулативних) граната. Контакт-5 је развијен као одговор на претњу модерног АПФСДС-а подстакнутог тестирањем које је показало да израелска  граната 105мм М111 АПФСДС може да пробије оклоп најновијих модела Т-72 и Т-80. 
Контакт-5 је интегрисан у дизајн куполе, трупа и Брод-М опреме за дубоки газ.
Као и сви претходни модели Т-80, Т-80У има гумене бочне лајсне пуне дужине које штите бочне стране, а оне изнад прва три потпорна точка су оклопљене и имају ручке за подизање. Може да испали вођену ракету 9М119 Рефлекс и пенетратор (ХВАПФСДС) 3БМ46. Даљински управљани командиров митраљез замењен је флексибилнијим. Специјална камуфлажна смањује видљивост тенка у оку видљивом и ИЦ таласном опсегу. Систем за контролу ватре Т-80У 1А46 укључује ласерски даљиномер, балистички компјутер и напреднији главни нишан 1Г46, што значајно повећава ватрену моћ Т-80У у односу на претходне моделе.
Ови нови системи, заједно са топом Д-81ТМ „Рапира-3“ глатке цеви, обезбеђује да Т-80У може да погоди циљеве на домету до 5 километара.
Искусна посада на међународној изложби успела је да успешно погоди 52 мете без промашаја на удаљености од 5 км помоћу вођених ракета.
Т-80У(М) из 1990-их добио је термовизијски нишан топника ТО1-ПО2 Агава и вођену ракету 9М119М Рефлекс-М, а касније и побољшану верзију 2А46М-4 125 коришћен је топ мм и нишан нишана 1Г46М.
Производња руских тенкова је ослабила у годинама пре и после распада Совјетског Савеза. У две преостале руске фабрике тенкова, државне поруџбине су готово престале. Омск, тада једини руски произвођач Т-80, добио је поруџбине за само пет Т-80У 1992. године. Отприлике у исто време, руско Министарство одбране одлучило је да ће се обавезати да ће на крају произвести само један тип тенка. Иако су и Т-90 из Нижњег Тагила и Т-80У из Омска имали своје предности, Т-80 је био озлоглашен због велике потрошње горива и производним трошковима.
Такође, руски Т-80БВ су претрпели ужасне губитке у својој првој борбеној употреби током Првог чеченског рата. Т-90, који нису били распоређени у Чеченији, били су поштеђени медијских критика упркос сличним лошим перформансама Т-72 (не много другачији предак Т-90) у истом сукобу. У јануару 1996. године, генерал-пуковник Александар Галкин, начелник Главне оклопне управе руског Министарства одбране, рекао је да ће руске оружане снаге постепено укинути производњу Т-80 у корист Т-90 (Галкин је променио свој став касније те године, тврдећи Т-80У је био супериорнији тенк). Производња Т-80 у Омску је трајала до 2001. године, углавном за извозно тржиште.
У септембру 2023, генерални директор Уралвагонзавода, Александар Потапов, рекао је да су добили задатак од војске да обнове производњу Т-80. Не зна се колико ће трајати процес поновног покретања производне линије.

### украјински Т-80УД
Паралелно са Т-80У и Русијом уопште, Биро Морозов у Украјини развио је верзију на дизел мотор, Т-80УД. Покреће га  6ТД-6-цилиндарски  двотактни турбо-клипни дизел мотор са више горива и 1.000кс, који обезбеђује високу ефикасност горива и дуг досег кретања.
Системи за подршку мотора омогућавају рад резервоара на температури околине до 55 степени целзијуса.
Т-80УД дели већину побољшања Т-80У, али се од њега може разликовати по различитој палуби мотора и препознатљивом низу бацача димних кутија и сандука за одлагање. Задржава митраљез командира на даљинско управљање.
Око 500 тенкова Т-80УД произведено је у фабрици Малишев у периоду од 1987. до 1991. године. Око 300 их је још увек било у украјинској фабрици када се Совјетски Савез распао, тако да је тенк Т-80УД прихваћен у украјинску војну службу, те је стога чешћи у украјинској служби него у руској. За разлику од Русије, Украјина је имала много бољи успех у продаји Т-80 страним купцима. Кипар је за своју војску од Русије купио известан број Т-80У и Т-80УК. Пакистан је, супротстављајући се индијском усвајању руског Т-90, купио украјинске Т-80УД. 
Украјински основни борбени тенк Т-84 је базиран на Т-80УД. Украјина је могла да приушти само занемарљив број Т-84 за сопствену употребу, али је пласирала тенк за извоз. Т-84 Оплот (први пут испоручен 2001. године) увео је ново складиште муниције у куполи; и да би се добила већа продаја на међународном тржишту, Т-84-120 Јатаган је понуђен за извоз са  НАТО компатибилним топом 120мм. 

## Историја употребе

### Совјетски Савез
Током 1989. било је укупно 3.000 тенкова верзија Т-80. Према подацима објављеним у Русији, 2.256 Т-80 (до модела Т-80БВ, пошто Т-80У никада нису били распоређени у Европи) је било стационирано у Групи совјетских снага у Немачкој у Источној Немачкој између 1986. и 1987.
Године 1991, када се Совјетски Савез распао, Совјетска армија је користила 4.839 Т-80 неколико различитих модела. 
У августу 1991. комунисти и савезнички војни команданти покушали су да свргну Михаила Горбачова и поврате контролу над нестабилним Совјетским Савезом. Тенкови Т-80УД 4. гардијске Кантемировске тенковске дивизије изашли су на улице Москве, али је покушај совјетског удара пропао када су тенковске посаде одбиле да нападну цивиле или парламент.

### Русија
Пре руске инвазије на Украјину 2022. године, Т-80 није коришћен на начин на који је био намењен (конвенционални рат великих размера у Европи). До 2022. године био је распоређен током политичких и економских трзавица у Русији 1990-их.
Већина Т-80 МБТ поседује Русија, иако су неке наследиле Украјина, Белорусија и Казахстан.
Године 1995. број тенкова Т-80 порастао је на око 5.000, али је 1998. смањен на 3.500.
Током руске уставне кризе 1993. године, Борис Јељцин је наредио употребу тенкова против Врховног совјета и Конгреса народних посланика који су му се супротстављали.
Дана 4. октобра 1993. шест Т-80УД из састава 13. гардијског тенковског пука, 4. гардијске Кантемировске тенковске дивизије, заузело је положаје на мосту преко пута зграде руског парламента и отворило ватру на њега.

#### Први чеченски рат
Т-80Б и Т-80БВ никада нису коришћени у совјетско-авганистанском рату 1980-их да би се карактеристике тенка задржале у тајности, али су први пут коришћени током Првог чеченског рата. Ово прво право борбено искуство за Т-80 било је неуспешно, јер су тенкови коришћени за освајање градова, задатак за који нису били баш погодни због ниске депресије и висине топа 2А46-М1.
Највећи губици тенкова претрпљени су током несрећног јуриша у бици за Грозни, која је почела у децембру 1994. године. Током три месеца борбе, Русија је изгубила 18 од 84 тенка Т-80 коришћених од стране припадника 133. тенковског батаљона и 3. тенковског батаљона. Снаге одабране да заузму Грозни нису биле спремне за такву операцију, док су град бранили, између осталих, и бивши совјетски војници. Неким тенковима Т-80 коришћеним у нападу недостајали су експлозивно-реактивни блокови оклопа.
Забележено је неколико борби између тенкова. Током борби крајем децембра 1994. – почетком јануара 1995. године, руски тенкови Т-80 уништили су најмање шест побуњеничких тенкова. Са друге стране, један Т-80 је онеспособљен поготком гранате 125мм. Други Т-80 је добио три или четири поготка тенковских граната, али је остао у служби. У августу 1996. Т-80 је уништио један побуњенички тенк.
Неискусне посаде су имале мало знања о изгледу града, док су тенкове напали тимови са против-оклопним системима, скривени у подрумима и на високим зградама. Противтенковска ватра је била усмерена на најмање оклопљене делове возила.
У гомилању снага пре напада на Грозни, Т-80 су пребачени из складишта у јединице са мало искуства са тенковима. Када није опремљен помоћним агрегатом, гаснотурбински мотори тенка Т-80 троше скоро исто толико горива у празном ходу као и када се крећу. Већина посада тенкова је нехотице потрошила гориво на овај начин на дан напада.

#### После Првог чеченског рата
Т-80 је био толико лош у Првом чеченском рату да је генерал-потпуковник Александар Галкин, начелник Управе за оклоп, убедио министра одбране после сукоба да више никада не набавља тенкове са гаснотурбинским моторима  (Галкин је преокренуо свој позицију 1996. тврдећи да је Т-80У супериорнији од Т-90). Након тога, Т-80 никада више нису коришћени за освајање градова, већ су подржавали пешадијске одреде са безбедне удаљености. Браниоци Т-80 објашњавају да се Т-72 показао једнако лоше у урбаним борбама у Грозном као и Т-80 и да су постојала два отежавајућа фактора: након распада Совјетског Савеза слабо финансирање значило је да нема обуке за нове посаде, а тенковске снаге које су улазиле у град нису имале подршку пешадије. 
Русија није користила тенкове Т-80 у каснијим сукобима као што су Други чеченски рат 1999 или Руско-грузијски рат 2008.

### Руско-украјински рат

#### Руска инвазија на Украјину
Током руске инвазије на Украјину, руске снаге су користиле тенкове Т-80 поред Т-72 и Т-90. Неки су били опремљени импровизованим челичним решеткама на врху купола, које су корисници интернета прозвали „cope cages“ . Оне су планиране за борбу против пројектила који нападају горњу пројекцију возила (тзв. "top attack"), као што је ФГМ-148 Јавелин и лутајућа муниција; касније током сукоба, кавези су постали учесталији, након што су дејства дронова наоружаних пројектилима постала учесталија.
Према холандском Oryx, до почетка априла 2024. године, најмање 818 руских Т-80 више варијанти визуелно је потврђено као уништено, оштећено, напуштено или заробљено 
Са друге стране, према њиховим подацима, најмање 62 украјинских Т-80 је уништено, оштећено или напуштено.

### Извоз

#### Велика Британија
1992. Уједињено Краљевство је купило одређени број Т-80У  за истраживање и развој одбране. Они нису купљени званично, већ преко посебно креиране трговачке компаније, која је требало да их испоручи у Мароко. Понуђена цена од 5 милиона долара за сваки тенк обезбедила је недостатак сумње код Руса. Британија је проценила тенкове на својим полигонима и пребацила један у САД где су га Американци проценили на полигону у Абердину . У јануару 1994, британски државни министар за набавку одбране Џонатан Ејткен потврдио је у парламентарним дебатама да је руски тенк Т-80У увезен у „сврхе истраживања и развоја одбране“.  

#### Јужна Кореја
Јужној Кореји је дато 33 тенка Т-80У и 2 тенка Т-80УК као вид плаћање руских дугова насталих у време Совјетског Савеза. Тенкови су долазили у три наврата; први се састојао од шест Т-80У 1996. године, затим 27 Т-80У 1997. и коначно два Т-80УК 2005. године.
Када је Јужна Кореја први пут набавила Т-80 касних 1990-их, то је био најнапреднији тенк на Корејском полуострву, супериорнији од домаћег К1 88-тенка због јачег топа од 125мм, насупрот 105мм. Међутим, како је време одмицало, К1 је унапређен у К1А1 и напреднији К2 Црни Пантер је ушао у службу, док се Т-80 мало променио од испоруке због иностране природе дизајна и недостатка воље за додавањем домаћих надоградњи. Док јужнокорејски тенкови користе муницију домаће производње, гранате за Т-80 и већина делова морају бити увезени, што повећава трошкове одржавања, јер су трошкови наручивања резервних делова стално расли. Иако је турбински мотор лакши са бољим убрзањем, троши више горива и мање је поуздан. Унутрашњост је критикована као скучена, а топ није имао добре резултате због мање напредних нишана и спорије брзине пуњења.
Украјински извоз Т-80УД био је умерено успешан. Украјина је 1993. и 1995. демонстрирала тенк Пакистану, који је тражио нови основни борбени тенк. Тенк је тестиран у Пакистану, а у августу 1996. Пакистан је одлучио да од Украјине купи 320 тенкова Т-80УД за 650 милиона долара у две варијанте: стандардни објекат 478Б и извозни објекат 478БЕ.   Сви тенкови су требали бити испоручени 1997. године. Након што је прва серија од 15 возила испоручена у фебруару 1997. године, Русија је протестовала да има права на тенк и да Украјина не може да га извози.  Скоро 70% компоненти Т-80УД произведено је ван Украјине (углавном у Русији). Под маском одржавања добрих односа са Индијом, једним од њених најважнијих војних купаца, Русија је ускратила  глаткоцевне топове 2А46-2 125мм, ливене куполе и другу технологију, што је приморало Украјину да своју тенковску индустрију учини независном. Развијену су домаће компоненте, укључујући варену куполу, која је била у употреби на новом украјинском Т-84. Украјина је могла да испоручи још 20 тенкова Т-80УД у Пакистан између фебруара и маја 1997.  Ових 35 тенкова је било из залиха украјинске војске од 52 Т-80УД; произведени су у фабрици Малишев неколико година раније, али нису испоручени на првобитно одредиште. Њихове способности биле су испод стандарда који су договорили и Украјина и Пакистан. Уговор је завршен испоруком још 285 украјинских Т-80УД МБТ-а између 1997. и почетка 2002. године. Имали су варену куполу и друге производне карактеристике Т-84. 

#### Кипар
Кипар је прва инострана земља која је званично набавила тенкове Т-80. Русија је 1996. продала Кипру 27 Т-80У и 14 Т-80УК за 174 милиона долара. Тенкови су стигли у две серије. Прва пошиљка се састојала од 27 Т-80У који су стигли 1996. године, док је друга партија од 14 Т-80УК стигла 1997. године. Ово је значајно побољшало способности оклопних снага кипарске војске; њихов најмоћнији тенк до тада био је АМКС-30 Б2. Нови тенкови дали су Кипарској националној гарди предност у могућој конфронтацији са турском војском на Северном Кипру .   У октобру 2009. Кипар је наручио још једну серију од 41 половног Т-80У и Т-80УК из Русије за 115 милиона евра. Испоруке су завршене у првој половини 2011.

#### Сједињене Америчке Државе
Влада САД је добила један Т-80У од Уједињеног Краљевства. Испитиван је у ваздухопловној бази Еглин. Украјина је 2003. године пребацила четири Т-80УД у САД.

#### Неуспели покушаји извоза
Осим Кипра и Народне Републике Кине,  Русија је покушала да извезе Т-80 у Турску и Грчку, које су тражиле нове тенкове. Ова два покушаја су пропала.  Шведска је сматрала Т-80У алтернативом за своје механизоване бригаде почетком 1990-их, ако би Леклерк био усвојен за њене оклопне бригаде, али пошто је изабран нови унапређени Леопард 2 ( Стрв 122 ), Леопард 2А4 ( Стрв 121 ) је набављен за механизоване бригаде како би се поједноставила логистика.

## Опис
Т-80 је по распореду сличан Т-64; простор за возача је на средишњој линији напред, простор за два човека је у средини, нишанџија лево и командир десно, а мотор је постављен позади.  Све у свему, његов облик је такође веома сличан Т-64.

### Мобилност
Оригинални дизајн Т-80 користи гаснотурбински мотор са 1.000 КС уместо дизел мотора од 750 КС Т-64;  касније варијанте Т-80 вратиле су се на употребу дизел мотора. Мењач је другачији, са пет брзина напред и једном уназад, уместо седам унапред и једном уназад. Вешање се враћа са пнеуматског на торзиону шипку, са шест потпорних точкова од кованог челика-алуминијума са гумом са сваке стране, са гусеницама које покрећу задњи ланчаници. 
Гусенице су нешто шире и дуже него на Т-64 што даје мањи притисак на тло. 

### Наоружање
У куполи се налази исти глаткоцевни топ 2А46 125мм као и код Т-72, који може да испаљује стандардне пројектиле, али и противтенковске вођене ракете. 
Главни топ се напаја из аутоматског пуњача Корзина. Ово држи до 28 граната у каруселу који се налази испод пода куполе.  Аутопуњач је ефикасан, поуздан, борбено тестиран систем који је у употреби од средине 1960-их. Погонско пуњење се држи унутар полузапаљиве чахуре направљене од лако запаљивог материјала, који се троши у затварачу током пуцања, осим мале металне основне плоче. 
Аутоматском пуњачу је потребно између 7,1 и 19,5 секунди да напуни топ.

### Оклоп
Гласија је од ламинатног оклопа, а купола је од оклопног челика, са шупљинама у образима куполе које садрже или керамичко пуњење или неексплозивне реактивне оклопне елементе. 
Оклоп Т-80 је композитни на куполи и трупу, док гумени заклопци и бочни прагови штите бокове и доњи део трупа. Каснији модели Т-80 користе бољи експлозивно-реактивни оклоп ( Контакт-5 или Реликт), попут Т-80У и Т-80УМ1. Остали системи заштите укључују систем активне заштите Штора-1 и Арена, као и Дрозд који је напуштен пројекат.
Недостатак који је наглашен током борби у Чеченији био је рањивост Т-80БВ на катастрофалну експлозију  за коју се сматра да је узрокована рањивошћу ускладиштених полузапаљивих погонских пуњења и пројектила када дође у контакт са млазом растопљеног метала од продора кумулатвних бојевих глава, узрокујући да сва муниција експлодира.  Мана се углавном односи на резервну муницију у куполи, ван аутопуњача. Аутоматски утоваривачи имају одређену балистичку заштиту, али држе само отприлике половину муниције Т-80. Током чеченског рата 1994. године, Руси су могли да смање своје губитке тако што су њихови тенкови носили мање граната, тако да је сва муниција и гориво било ускладиштено у аутопуњачима  Ова рањивост се може решити у каснијим моделима. Када су се модерни западни дизајни тенкова променили са негоривих погонских патрона на полузапаљиве, тежили су да одвоје складиште муниције од одељка за посаду са блиндираним минусним вратима и обезбедили су панеле за „издувавање“ да преусмере силу и ватру експлодирајуће муниције из одељка за посаду. 

## Варијанте Т-80
Командни тенкови са више радио опреме су додали К у своју ознаку за командирски („команда“), на пример, Т-80БК је командна верзија Т-80Б. Верзије са реактивним оклопом су додале Б.
- Т-80 / Објекат 219 (1976): Почетни модел, са гаснотурбинским мотором од 1000кс, коинциденцијалним даљиномером и без могућни испаљивања ракета. Овај модел нема носаче за експлозивно-реактивни оклоп. Купола  задржала употребу старог даљиномера. Карактеристике овог типа су дефлектор воде у облику слова V на предњној гласији, коинциденцијални даљиномер испред командирове осматрачке куполе и Луна рефлектор постављен у истом положају као и код Т-64. Произведено их је око 250, пошто је оклоп тенка био суштински застарео када је уведен у наоружање.
- Т-80Б / Објекат 219Р (1978): Овај модел је имао нову куполу са побољшаним композитним оклопом, ласерски даљиномер, нови систем за контролу ватре, нови систем за аутоматско пуњење. Може да испаљује противтенковску вођену ракету 9М112-1 Кобра кроз цев топа.[54] Побољшани мотор од 1.100КС је додат 1980. године, а нови топ 1982. године. Ноћни нишан ТПНЗ-49 у активном режиму достигао је 1.300 м, а пасивни – 850 м.[55]
- Т-80БВ (1985): Т-80БВ (модел 1985) је Т-80Б надограђен са експлозивно-реактивним оклопом Контакт-1 на куполи и трупу. Избацивачи дима су поново премештени да би се направила просторија на куполи за ЕРА. Поседује нови топ 2А46М-1 са системом 9К112 Кобра способним да испаљује побољшани ПОВР 9М112М Кобра кроз цев топа.

Т-80БВ је такође добио нови петоделни оклопни низ на трупу за разлику од старог троделног Т-80Б. Т-80Б су надограђени челичном плочом високе тврдоће од 30 мм са аплицираним оклопом како би се повећала њихова.
- Објекат 219А: Рана варијанта Т-80У (Објекат 219АС). Има куполу Т-80У, али не и оклоп Контакт-5. Уместо тога, користи стари Контакт-1/3 систем; неки 219А уопште нису имали експлозивно-реактивни оклоп. Често мешан са Т-80А .
- Т-80У / Објекат 219АС (1985): Даљи развој са бољом куполом, експлозивно-реактивним оклопом Контакт-5, побољшаним нишанима. Има исти топ 2А46М-1 као и Т-80БВ, али са новим системом 9К120 Свир који омогућава испаљивање ПОВР 9М119 Свир. Године 1990. уграђен је нови мотор од 1.250кс.[56]
- Т-80УД Береза (1987): украјинска дизел верзија са мотором 6ТД од 1.000кс и противавионским митраљезом на даљинско управљање.

- Т-80УДК – командни тенк Т-80УД. Само прототип.
- Објекат 478БК – Т-80УД са вареном куполом.
- Објекат 478БЕх – Т-80УД продат Пакистану.
- Објекат 478ДУ2 – Развој Т-80УД, који је донео фамилију украјинских ОБТ, укључујући моделе Т-84, Т-84У, Т-84 Оплот и Т-84 Јатаган.

- Т-80УК: Командна верзија опремљена системом активне заштите Штора-1, термовизијом ТО1-ПО2Т са дометом од 6.400 метара, новим атмосферним сензором, радио станицама Р-163У и Р-163К, системом навигације ТНА-4, и др. Усвојен у наоружање током 1990-их.
- Т-80УЕ: извозна верзија Т-80У, слична Т-80УК, такође је опремљен системом Штора-1 и другим побољшањима. Није било склопљених уговора за извоз.
- Т-80УЕ1: Често мешан са Т-80УЕ, ова верзија је направљена спајањем куполе Т-80УД са трупом Т-80БВ. Поседује одређена побољшања, попут додатног ЕР оклопа Контакт-5, како би се довео на стандард Т-80У.
- Т-80УМ (1995): Руска верзија са новим системом термовизије Буран, уместо Луне ИР.
- Објекат 478БК (1995): Даљи украјински развој Т-80УД, са новим мотором од 1.200кс и вареном куполом.
- Т-80УМ-1 "Барс" (1997): Руски прототип са потпуно новим системом активне заштите Арена, повећаном покривеношћу ЕР оклопом Контакт-5 и другим побољшањима.
- Т-80БВД (2002): Пакет модернизације украјинских Т-80БВ, представљен од стране харковског ХКБМ. Укључује нови 6ТД дизел мотор, даљински управљан митраљез командира, бољу оптику и др. Није потписан ниједан уговор за његову производњу.
- Т-80УМ2: Руски експериментални прототип са старијим системом активне заштите Дрозд-1. Током 2022. године и руске инвазије на Украјину, једини познати протитип је распоређен са руским снагама и уништен од стране украјинске војске, што је визуелно потврђено.[57][58]Једини прототип Т-80УМ2, уништен у рејону Тростјанеца у Сумској области Украјине.
- Црни Орао/Објекат 640: Два руска прототипа су приказана, са дужом шасијом и још једним паром попторних точкова, редизајнираном куполом, одвојеним складиштем муниције, новом покривеношћу ЕР оклопом.
- Украјинска модернизација Т-80БВ: Једна украјинска модернизација Т-80БВ без званичне ознаке укључује побољшања која тенк унифукују са модернизованим Т-64БВ. образца из 2017. године.
- Т-80БВМ (2017): Укључује експлозивно-реактивни оклоп "Реликт", нови систем управљања ватре "Иртиш", нишан Сосна-У, унапређени топ 2А46М-5, против-оклопни ракетни систем 9К119М Рефлекс-М, унапређену гасну турбину и низ других побољашања. Тенк такође поседује нови аутопуњач способан за испаљивање пројектила 3БМ59 са осиромашеним уранијумом и 3БМ60 са Тунгстеном.
- Т-80БВМ (2023): 10. септембра 2023, Оружане снаге Руске Федерације представиле су најновији модел Т-80БВМ. Омсктрансмашу је додељена производња 152 ових тенкова, док је 15 већ послата ка линији фронта у Украјини. Модернизација укључује ојачани оклоп заштитног кавеза ("cope cage") на врху куполе и летвичасти оклоп са стране. Још један велики додатак је постављање система анти-дрон електронско ометања Сања и Волнорез. Њихове антене су засноване на магнету, што им омогућава да се монтирају без структурних модификација. Оба система имају ефективни радијус потискивања од 1 км. Друга промена је прерада мењача, која омогућава брзину у риквер од преко 20 км/ч, што је брже него код старијих варијанти.

## Возила развијена на шасији Т-80
- БРЕМ-80У (БРЕМ-80 )– Оклопно возило за извлачење на шасији Т-80У, са великом надградњом на предњој половини шасије, великом краном  од 18 тона на левој страни трупа и витлом од 35 тона. (за разлику од ранијих совјетских возила за извлачења , која су имали лаке кранове).[59]
- ПТС-4 – Амфибијски транспортер на шасији Т-80.[60]
- СПМ- гусенично ватрогасно возило.[61]
- ПДП - амфибијско возило инжињерије.[62]
- Ладога – Специјализовани оклопни транспортер.
- БРЕМ-84 – украјинско возило за извлачење, развијено на шасији на Т-80УД, али са уграђеним мотором 6ТД-2 тенка Т-84.[63]
- 2С19 „Мста-С“ – самоходни хаубица калибра 152 мм на шасији тенка Т-80, са уграђеним дизел мотором тенка  Т-72. Постоји и НАТО верзија са топом калибра 155 мм.

## Корисници
Под Совјетским Савезом, Т-80 никада није извезен; извезен је тек након распада Совјетског Савеза.

### Тренутни корисници
- Кипар: 54 Т-80У и 28 Т-80УК набављено од Русије.[42][45][46][64]
- Пакистан: 320 T-80УД набављено од Украјине.[20]
- Русија: Око 350 Т-80У/БВ/БВМ у служби и преко 3.000 у резерви.[65] Даље испоруке Т-80БВМ су у току.[66][67]
- Египат: 14 Т-80УК и 20 Т-80 купљено 1997.[68]
- Јужна Кореја: 33 Т-80У и 2 Т-80УК.[42][46] Русија је разматрала њихову куповину.[69]
- Украјина: 250 T-80БВ/БВМ/У/УК у служби.[65]‍:204 345 Т-80У и Т-80УД у служби 1995, 270 током 2000. и 271. током 2005[46][70][71][72] Од 2022, већина украјинских ваздушно-десантних бригада има независне чете опремљене са Т-80БВ.[73] Према појединим изворима, тком руске инвазије је најмање 180 руских Т-80, различитих варијанти, заробљено од стране украјинских снага.[74] Неколицина Т-80УД је ремонтована и враћена у активну службу.
- Узбекистан: Непознат број Т-80BV.[75]
- Јемен: Набавио 31 Т-80У од Русије и 66 Т-80БВ од Белорусије.[76]

### Могућни корисници
- Кина – Према појединим изворима, Русија је са Кином потписала уговор о продаји 200 Т-80У током 1993. године, али је реализована испорука само 50 тенкова. Ови Т-80У су, према тим наводима, коришћени за испитивања и тестове који су послужили у развоју домаћих тенкова.[64][77][78][79]

### Бивши корисници
- Совјетски Савез: 5.400 у служби 1991. године.[80]
  -  Белорусија: 95 Т-80У у служби 2000. године и 69 до 2015. године.[70][81][82]
  - Казахстан: Пар Т-80У у саставу вјоне школе у Караганди. [42]

### Неуспеле продаје
- Грчка – Т-80У је на тендеру изгубио од Леопарда 26А.[42]
- Малезија – Т-80У је на тендеру изгубио од ПТ-91.
- Шведска – 2 Т-80У су током 1993-1994 испитиване у Шведској, као потенцијални други ОБТ, али су скрајнути у корист Леопарда 2А4.[83]
- Турска – Т-80У је на тендеру турских Оружаних снага изгубио од Леопарда 2А4.[42]

## Галерија
- Т-80 у Парку Патриот
- Т-80Б у парку Патриот
- Т-80А (Објекат-219А) у музеју Кубинка
- Т-80УД у музеју војне школе Суворов у Москви
- Т-80БВ у служби совјетске војске
- Прототип Т-80УМ1 на сајму ВТТВ у Омску
- Т-80У у служби Националне гарде Кипра
- Т-80БВ у служби украјинске војске
- Т-80У у служби руске војске
- Т-80БВМ обр. 2017 у служби руске војске
- Т-80БВМ обр. 2023 у служби руске војске